# 生目地域自治区
生目地域自治区（いきめちいきじちく）は宮崎県宮崎市の地域自治区の一つ。旧宮崎市域の西部に位置する。同区域に存在した宮崎郡生目村（いきめそん）についても本頁は述べる。

## 地理
大きく湾曲する大淀川の南岸に北端は面している。

### 町域
- 大字跡江
- 大字有田
- 大字生目
- 大字浮田
- 大字柏原

- 大字小松
- 大字富吉
- 大字長嶺
- 大字細江

## 歴史

### 地名の由来
壇ノ浦の戦いに敗れた藤原景清が日向に落ち延び「源氏の世を見るのは忍びない」と両眼を自らえぐって投げ捨てた所に「生目神社」（いきめじゃんじゃ）が建立されたと伝わる（異説もある）。

### 沿革
- 1889年（明治22年）5月1日 - 町村制の施行により、宮崎郡浮田村・生目村・細江村・長嶺村・跡江村・富吉村・柏原村・小松村の区域をもって生目村が発足。
- 1963年（昭和38年）4月1日 - 宮崎市が生目村を編入。
- 2006年（平成18年）1月1日 - 旧・生目村の大部分が生目地域自治区となる。

## 地域

### 教育
- 宮崎市立生目小学校
- 宮崎市立生目南中学校
- 宮崎市立生目中学校

### 文化施設
- 生目公民館
- 生目南公民館

### 体育施設
- 宮崎市生目の杜運動公園
  - 宮崎市生目の杜運動公園野球場（アイビースタジアム）

## 交通

### 道路
- 東九州自動車道
  - 宮崎西インターチェンジ - 宮崎パーキングエリア
- 国道10号
- 宮崎県道9号宮崎西環状線
- 宮崎県道17号南俣宮崎線
- 相生橋
- 有田橋
- 平和台大橋

## 名所・旧跡・観光スポット・祭事・催事
- 生目神社
- 生目古墳群 - 国の史跡
- 妙円寺跡石塔群 - 市指定史跡
- 小村薬師堂石塔群 - 市指定史跡
- 宮崎市生目の杜運動公園 - 福岡ソフトバンクホークスのキャンプ地。